# Valparaíso

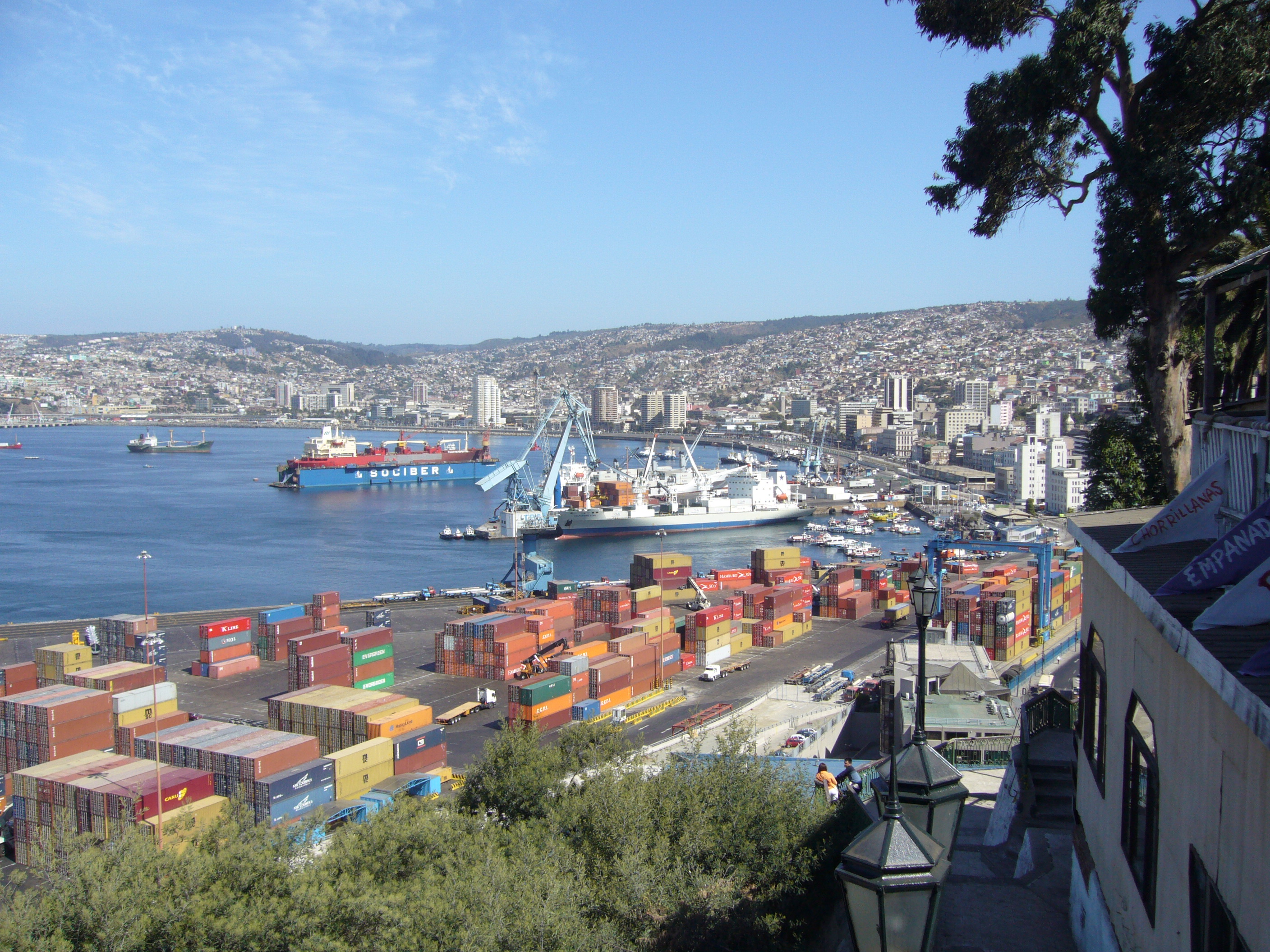
Port w Valparaíso

Valparaíso (/balpaɾaˈiso/) – miasto w środkowym Chile położone u podnóża Andów, stolica regionu Valparaíso, port nad Oceanem Spokojnym. Założone w 1536. W okresie kolonialnym port i ośrodek gospodarczy Wicekrólestwa Peru. W XVIII-XX wieku wielokrotnie niszczone przez trzęsienia ziemi. W 1866 bombardowane przez flotę hiszpańską podczas wojny hiszpańsko-peruwiańskiej. W 1884 w Valparaíso zawarty układ chilijsko-boliwijski po wojnie o Pacyfik.
Valparaíso w 1992 liczyło 227 tysięcy mieszkańców; jest drugim co do wielkości po Santiago miastem kraju. Przemysł metalowy, spożywczy, chemiczny, włókienniczy, skórzany, cementowy; rafineria ropy naftowej; największy port handlowy na zachodnim wybrzeżu Ameryki Południowej; morska baza wojenna; węzeł komunikacyjny; punkt startowy kolei transandyjskiej; połączenie kolejowe z Santiago; dwa uniwersytety (założone 1926 i 1928); muzeum.
W 2003 roku zabytkowe dzielnice miasta Valparaíso zostały wpisane na listę światowego dziedzictwa UNESCO.

## Toponimia
Nazwa miasta powstała ze złożenia hiszpańskich słów valle (pol. dolina) i paraíso (pol. raj), może być więc przetłumaczona jako rajska dolina.

## Historia powstania miasta
Hiszpański zdobywca Juan de Saavedra, który w 1536 r. założył Valparaíso i ochrzcił to miasto imieniem swego rodzinnego miasta w Hiszpanii, traktował je przede wszystkim jako dogodną przystań po długim żeglowaniu. Góry osłaniają bowiem to miejsce przed częstymi i porywistymi wiatrami południowymi i zachodnimi.

## Rozwój handlu
Prawo handlowe hiszpańskich władz kolonialnych było surowe, niemniej miasto pozostawało portem gospodarczym regionu. Po uzyskaniu przez Chile niepodległości w 1818 r. do Valparaíso przybyli handlowcy, linie morskie połączyły miasto z Europą i w ten sposób wzrosło jego znaczenie jako portu dla statków okrążających przylądek Horn. Stało się też ono bazą dla chilijskiej wojennej floty morskiej. Sytuacja zmieniła się, gdy w 1914 r. otwarty został Kanał Panamski i połączył oceany Spokojny i Atlantycki. Valparaíso urosło jednak do rangi nowoczesnego portu handlowego Chile, największego na zachodnim wybrzeżu Ameryki Południowej. W porcie jest wiele romantycznych zakątków. W małych basenach portowych kołyszą się lekko na wodzie drewniane, przeważnie żółte łodzie rybaków, którzy bezpośrednio z nich sprzedają swój połów. Los często zsyłał na miasto tragiczne wydarzenia. Niewiele kolonialnych budowli przetrwało najazdy piratów, groźne burze, ogień i liczne w tym rejonie trzęsienia ziemi. 31 marca 1866 roku wielkie zniszczenia wywołał trzygodzinny ostrzał miasta przez hiszpańskie okręty podczas wojny z Hiszpanią. Po trzęsieniu w 1906 r., które wręcz spustoszyło miasto, trzeba było znaczną jego część wznieść na nowo. Również i ostatnie wstrząsy w 1971 r. pozostawiły po sobie wiele zniszczeń. Na szczęście można jeszcze, i to w samym centrum, znaleźć wiele budynków wiktoriańskich i neoklasycystycznych. Na początku XX w. Valparaíso znane było jako perła Pacyfiku. Dzięki prawie 20 luksusowym hotelom, aktywnemu życiu mieszkańców, ożywionemu handlowi i międzynarodowej atmosferze miasto odebrało rangę stolicy, mniej barwnej i spokojniejszej.

## Stroma starówka
Zabudowania portowe, magazyny, banki i okazałe centrum handlowe nowoczesnego w każdym calu Valparaíso ciągną się wzdłuż portu. Sercem miasta jest Plaza Sotomayor, z budynkami administracji miejskiej, i dworzec Puerto. W pobliżu znajduje się wiele kościołów, parków, bulwarów, teatrów i kawiarni. W bocznych uliczkach kryją się pojedyncze zabytki architektury kolonialnej, między innymi piękny kościół La Matriz. W dni targowe wiele ulic wypełniają stragany i budki handlarzy, a w weekendy odżywa Muelle Prat, za dworcem, wychodzące daleko na port szerokie molo, na którym miejscowi rzemieślnicy i artyści wystawiają swoje dzieła. Tutaj na brzegu oceanu, orientacja w topografii miasta jest jeszcze stosunkowo łatwa. Szerokie ulice zakręcają wraz z linią brzegową. Ale na stokach wzgórz oraz w dolinach położonych poza centrum układ ulic przypomina chaos średniowiecznych miasteczek – istny labirynt małych uliczek, niezliczonych chodników, schodów, wąziutkich i krętych przejść oraz ślepych zaułków. Trzeba się tu urodzić, by móc bezbłędnie znaleźć drogę, bowiem nawet najlepsze plany miasta są zawodne. Jednym z wielu elementów orientacyjnych jest 15 linii naziemnych kolejek liniowych, ascensores. Niektóre z nich wjeżdżają na wzgórza, więc za drobną opłatą kilku pesos można oszczędzić sobie trudu wspinaczki. Pomalowane na czerwono lub żółto wagoniki widać co prawda wszędzie, gorzej jest jednak ze znalezieniem przystanków. Kolejki te, a kursowały niegdyś na 28 trasach, powstały w latach 1883–1932 i należą do mistrzowskich osiągnięć techniki. Dzięki nim można godzinami zwiedzać miasto.

## Miasta partnerskie
- Oviedo, Hiszpania
- Badalona, Hiszpania
- Long Beach, Kalifornia
- Szanghaj, Chińska Republika Ludowa
- Guangdong, Chińska Republika Ludowa
- San Francisco, Stany Zjednoczone
- Malakka, Malezja
- Noworosyjsk, Rosja
- Pusan, Korea Południowa
- Córdoba, Argentyna